# Bulayïq
Bulayïq é uma localidade e sítio arqueológico na província central de Xinjiang, no oeste da China. Está localizado a 10 km ao norte da cidade de Turpan, no sopé das montanhas Tien-shan. Também é conhecido como Bīlayuq.
O site na bacia de Tapin é árido. Os restos ali incluem um Tel com ruínas de tijolos de barro que se projetam das areias do deserto. As ruínas foram escavadas por uma equipe alemã em 1905, liderada por A. von Le Coq.